# Старе Плавниці
45°53′ пн. ш. 16°48′ сх. д. / 45.89° пн. ш. 16.80° сх. д.
Старе Плавниці (хорв. Stare Plavnice) — населений пункт у Хорватії, в Б'єловарсько-Білогорській жупанії у складі міста Б'єловар.

## Населення
Населення за даними перепису 2011 року становило 673 осіб.
Динаміка чисельності населення поселення: